# Baliḫu
Baliḫu, también conocida como Ba-li-ih, y Balaṭ-šarrani es una antigua ciudad de la Edad de Hierro a orillas del Éufrates en el norte de Siria.
Según las tablillas del Censo de Harran (SAA XI 122-45), la ciudad estaba situada en la cuenca del río Balikh.  Algunos creen que las ruinas de la ciudad se encuentran en Tal Abiad (árabe: تل أبيض,) en la frontera entre Siria y Turquía.

## Historia
La ciudad se menciona en una crónica de Ašur-uballit II, conocida como Crónica 3, en la que se afirma que en la  Batalla de Nínive entre los ejércitos de Babilonia y Asiria en el mes Âbu el rey de Agadé y su ejército se dirigieron río arriba hacia Mane, Zahiran y Bali-hu. Las saqueó, las expolió ampliamente y secuestró a sus dioses
Puede haber sido un reino semiindependiente, aunque esto es controvertido y se conoce un gofvenor de la ciudad en el año 814 a. C. Salmanasar III afirma que en el año 853 avanzó sobre la ciudad y que los habitantes, temerosos de su aproximación, asesinaron a su señor Giammu y se rindieron. En algún momento posterior del gobierno de Shalamaneser, un general Belu-lu-balat, afirmó ser gorvenor de la ciudad.